# Steinkjer FK
Der Steinkjer Fotballklubb ist ein norwegischer Fußballverein aus Steinkjer. Die Mannschaft spielte mehrere Jahre in der höchsten norwegischen Liga.

## Geschichte
Steinkjer FK gründete sich 1910 und gehörte 1937 zu den Gründungsmitgliedern der in verschiedenen Distrikten ausgetragenen Norgesserien, der der Klub bis zur Einstellung des Spielbetriebs aufgrund des Zweiten Weltkriegs 1940 angehörte. Nach Kriegsende spielte der Klub zunächst unterklassig, erreichte aber Mitte der 1950er Jahre erneut die höchste Spielklasse. In der mittlerweile in zwei Staffeln ausgetragenen Hovedserien spielte sie ab 1956 zwei Jahre, ehe am Ende der Spielzeit 1957/58 nach nur einem Saisonsieg gegen Aufsteiger Eik IF und einem Remis gegen Molde FK als Schlusslicht der Wiederabstieg feststand.
Als Aufsteiger kehrte Steinkjer FK 1961 in die letztmalig ausgetragene Hovedserien zurück und wurde in der aufgrund der Umstellung auf Spielweise im Kalenderjahr verlängerten Spielzeit 1961/62 als Neuling hinter Mitaufsteiger Brann Bergen Vizemeister. Zur folgenden Spielzeit wurde die Meisterschaft in der 1. Divisjon ausgetragen, hier belegte die Mannschaft gemeinsam mit Vorjahrespokalsieger FK Gjøvik Lyn einen Abstiegsplatz. Zwischen 1965 und 1967 sowie für die Spielzeit 1978 kehrte die Mannschaft in die Erstklassigkeit zurück, konnte sich dort aber nicht etablieren.
Lange Zeit spielte Steinkjer FK zwischen zweit- und dritthöchstem Spielniveau. 2011 stieg die Mannschaft als Tabellenschlusslicht der drittklassigen 2. Divisjon gemeinsam mit Tiller IL und Strindheim IL in die vierte Liga ab. Hier platzierte sie sich zunächst im Bereich der Tabellenspitze, ehe sie nach einem achten Platz im Vorjahr Ende 2019 dort als Schlusslicht hinter dem insbesondere für seine Frauenfußballsektion bekannten Verdal IL in die fünfte Liga abstieg. Nach einer einjährigen Pause aufgrund der COVID-19-Pandemie gelang 2021 der Wiederaufstieg in die 3. Divisjon.